# Koyoshi-gawa
Le fleuve Koyoshi (子吉川, Koyoshi-gawa) est un cours d'eau du Japon qui traverse la préfecture d'Akita. 

## Géographie
Le fleuve Koyoshi naît sur les pentes du mont Chōkai où il fusionne avec plusieurs autres ruisseaux de montagne. Son cours supérieur, appelé rivière Chōkai (鳥海川, Chōkai-gawa), descend rapidement avant de s’élargir dans la plaine de Honjo. Long de 61 km, le fleuve Koyoshi suit un cours principalement orienté vers le nord-ouest. Il termine son parcours au niveau du centre-ville de Yurihonjō, où il atteint son embouchure en mer du Japon.